# Slavko Perović (cầu thủ bóng đá)
Slavko Perović (Kirin Serbia: Славко Перовић; sinh 9 tháng 6 năm 1989 ở Kragujevac) tiền đạo bóng đá Serbia thi đấu cho Manisaspor.

## Sự nghiệp
Anh ra mắt đầu tiên cho FK Obilić vào cuối mùa giải 2004–05, lập kỉ lục cầu thủ trẻ nhất trong lịch sử giải bóng đá Serbia – lúc 15 tuổi 10 tháng, phá kỉ lục trước đó của Rambo Petković. Trận đấu được diễn ra với đối thủ là câu lạc bộ trước đó của anh Red Star Belgrade.
Thành tích lớn nhất trong sự nghiệp của anh là trong màu áo của câu lạc bộ Thổ Nhĩ Kỳ 1.Lig Manisaspor vào mùa giải 2013-14, Slavko Perovic là vua phá lưới với 19 bàn.